# تطبير

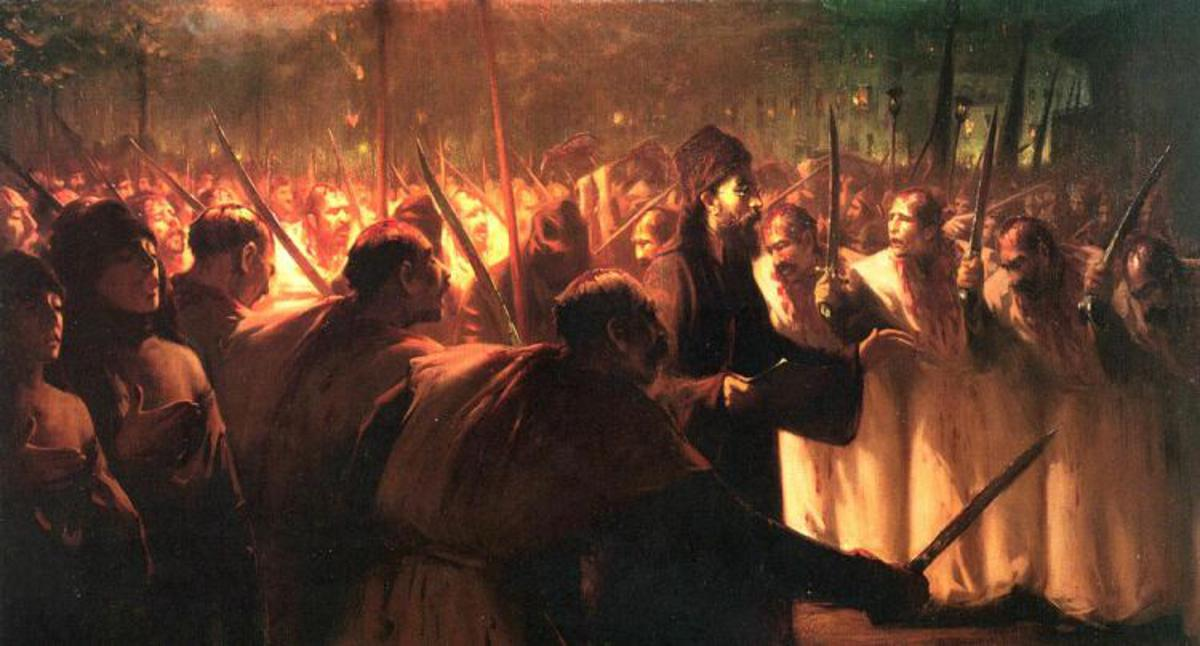
التطبير في محرم

التطبير أو الإدماء (بالفارسية: قمه‌زنی) هي طقوس يمارسها المسلمين الشيعة الاثني عشرية ويعدّونها من ضمن الشعائر الحسينية التي تقام من أجل استذكار معركة كربلاء والقتلى الذين قتلوا في هذه المعركة كالإمام الحسين بن علي وأخيه العباس. ويستخدم في التطبير سيوف وقامات أو أي أدوات حادة أخرى، فيضرب المطبرون رؤوسهم بهذه الأدوات لإحداث جرح لإسالة الدماء من الرأس، ويردد المطبرون أثناء التطبير كلمة (حيدر) والتي تشير إلى الإمام علي بن أبي طالب الذي توفي بضربةِ سيفٍ وجهها إليه عبد الرحمن بن ملجم في صلاته. وتخرج مواكب التطبير في عاشوراء والأربعين، وأحياناً في ليلتي وفاة علي بن أبي طالب وفاطمة الزهراء.
ولفظة «التطبير» لفظة عامية تُستخدم في العراق وما جاوره من عرب الجزيرة الشمالية والجنوبية والخليج والأهواز، فيقولون طبر الخشبة أو العظم بالطبر (الفأس أو القدوم أو الساطور في الشام) ويقصدون الضرب بالساطور وغيره من الأدوات الحادة، ويرى البعض أن للفظ أصول تركية أو بابلية لأن طَبَرَ في العربية الفصحى لا تصح إلا بمعنى قفز واختبأ. يُعرف التطبير باللهجة البحرانية المنتشرة في البحرين والقطيف باسم «الحيدر» إشارة لكلمة حيدر التي يرددها المطبرون، وحيدر هو أحد أسماء علي بن أبي طالب، كما يسمى التطبير (بالفارسية: قمه‌زنی). في باكستان والهند يُعرف التطبير بعدة أسماء منها «قمه‌زنی» و«تلوار زنی».
ومن الشعائر الحسينية التي تقع ضمن دائرة شعائر الإدماء هي شعيرة إدماء الظهر بسلسلة خفيفة من السكاكين، وهذه الشعيرة شعيرة مستقلة وليست من التطبير، وقد وقع الخلاف فيها كما وقع على التطبير، وممارسة هذه الشعيرة رائجٌ عند الشيعة في العراق وباكستان والهند بشكل أوسع من باقي البلدان.

## منشأ التطبير

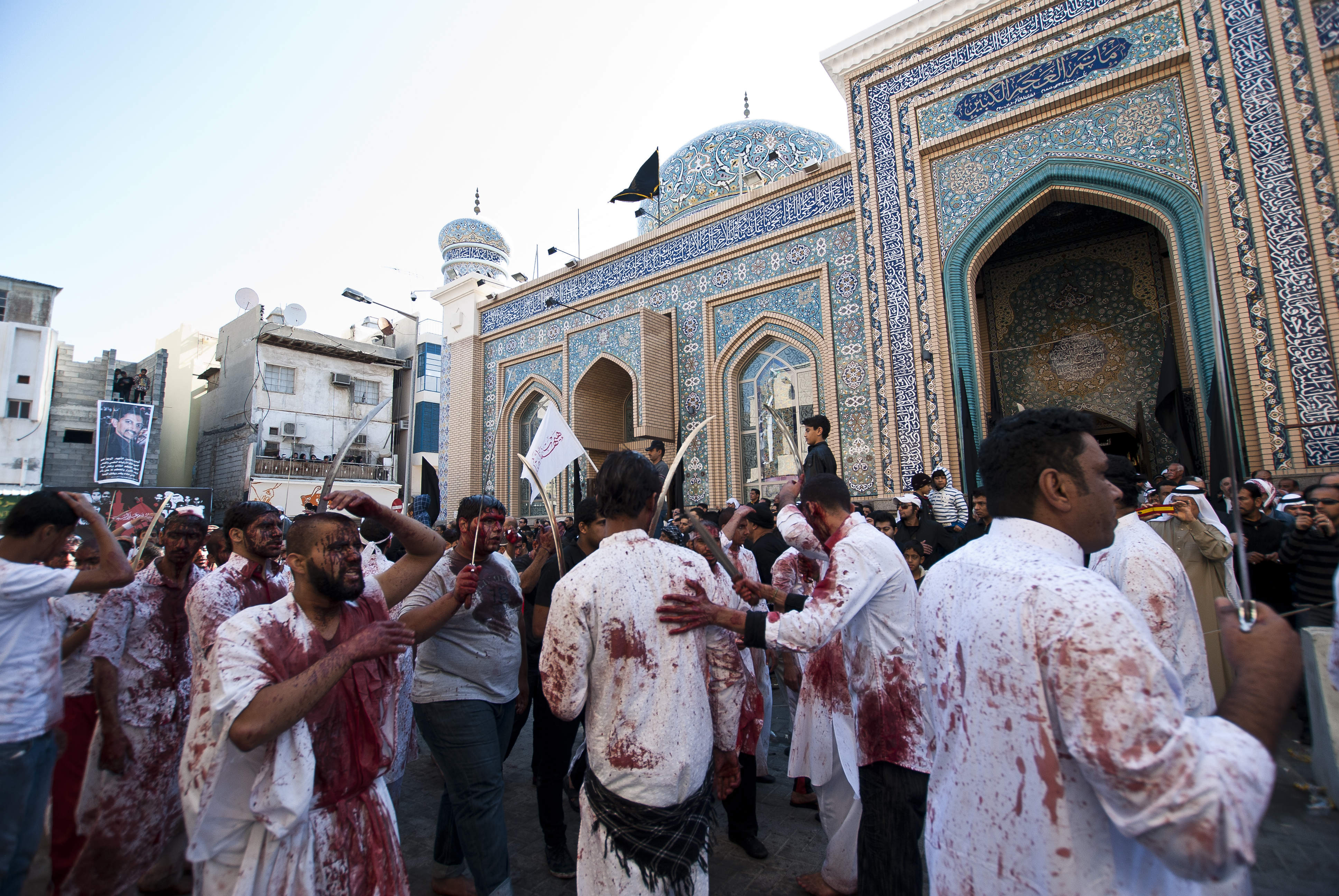
تطبير في البحرين، 2011

اختلفت الأقوال في تحديد منشأ التطبير ولكن الأقوى بين الأقوال وما يمكن فيه الاعتماد على الأدلة هو أن التطبير انتقل من أتراك أذربيجان إلى الفرس ومن ثم إلى العرب، فذهب إبراهيم الحيدري الخبير في علم الاجتماع في كتابه تراجيديا كربلاء إلى أن هذه الطقوس والشعائر لم يكن لها وجود قبل القرن التاسع عشر في العراق حيث بدأ رواجها بالتدريج إلى أواخر القرن وعليه فإن هذه الشعائر هي دخيلة وليس لها جذور عربية، حيث لم يشارك العرب العراقيون حتى بداية القرن العشرين في هذه المراسم فكانت تقتصر على أتراك العراق والصوفيين وأكراد غربي إيران وفي تقرير للسلطات البرطانية حول مراسم عاشوراء عام 1919 في النجف ذكرت أن نحو مئة من الترك العراقيين قاموا بالتطبير في مراسيمهم في ذلك العام ويُعْتَقَد أن هذه الطقوس قد انتقلت من الديانة المسيحية حيث كان المسيحيون يؤدون كذا شعائر بذكرى استشهاد المسيح، يقول مرتضى المطهري: «إن التطبير والطبل عادات ومراسم جاءتنا من أرثوذكس القوقاز وسرت في مجتمعنا كالنار في الهشيم» هناك قولاً يقول بان التطبير بدأ في عهد الصفويين، والشيء الذي قد يكون معقولاً هو أنه كان في بلاد القوقاز مسيحيون يعذبون أجسادهم فداءً للسيد المسيح، وكان في القوقاز قلّة من الشيعة نقلوه إلى إيران عندما كانوا يذهبون لزيارة ضريح علي بن موسى الرضا

## خلفية تاريخية
من الآثار التاريخية للتطبير هو رواية تاريخية يرويها الشيعة مضمونها أن زينب بنت علي بن أبي طالب عندما رأت رأس أخيها الحسين ضربت رأسها بمقدم محمل الناقة التي كانت عليها فسال الدم من رأسها، وقد روى هذه الرواية جمعٌ ومنهم فخر الدين الطريحي في منتخبه، وعبد الله شُبّر في جلاء العيون، وعبد الله البحراني في عوالم الإمام الحسين، وعنهم نقل المجلسي ورواها في كتابه بحار الأنوار.

## آراء مراجع وعلماء الشيعة
اختلف مراجع الشيعة في آرائهم حول التطبير، فبعضٌ أيّده وقال باستحبابه أو حتى وجوبه كفائياً، وبعضهم من قال بحرمته، وهناك من توقف في الإفتاء فيه، وقد تسبب الاختلاف في الفتوى بين المراجع إلى صراعات مستمرة بين المُقَلّدين.

### مؤيدون

#### المتوفون
- محمد محمد صادق الصدر أفتى بجواز التطبير محببًا واصفًا اياه من شعائر الله

| فتوى التطبير لدى محمد الصدر في كتاب مسائل وردود الجزء الثالث \| \| مسألة (532): في یوم العاشر من المحرم تخرج بعض الهیئات والمواكب الحسینیة ویستخدمون الطبول أثناء التطبیر (ضرب الرؤوس بالسیوف وإدمائها) فما حكم التطبیر؟ وما حكم الضرب على الطبول؟ "بسمه تعالى: لا إشكال فیهما على الأظهر ﴿ذَلِكَ وَمَنْ يُعَظِّمْ شَعَائِرَ اللَّهِ فَإِنَّهَا مِنْ تَقْوَى الْقُلُوبِ ۝٣٢﴾ [الحج:32]"[17][18] \| | |
| | مسألة (532): في یوم العاشر من المحرم تخرج بعض الهیئات والمواكب الحسینیة ویستخدمون الطبول أثناء التطبیر (ضرب الرؤوس بالسیوف وإدمائها) فما حكم التطبیر؟ وما حكم الضرب على الطبول؟ "بسمه تعالى: لا إشكال فیهما على الأظهر ﴿ذَلِكَ وَمَنْ يُعَظِّمْ شَعَائِرَ اللَّهِ فَإِنَّهَا مِنْ تَقْوَى الْقُلُوبِ ۝٣٢﴾ [الحج:32]" |

- خضر بن شلال العفكاوي النجفي. رأيه موجود في كتابه أبواب الجنان ونصّه هو: ”الذي يستفاد من مجموع النصوص ومنها الأخبار الواردة في زيارة الحسين المظلوم ولو مع الخوف على النفس يجوز اللطم والجزع على الحسين كيفما كان حتى لو علم بأنه يموت في نفس الوقت“.[19]
- محمد حسين النائيني.
- أبو الحسن الأصفهاني. فقد نقل تلميذه صادق الحسيني الروحاني قوله باستحباب التطبير، وقد قال ”إن شعيرة التطبير كانت تقام في النجف في زمن المرحوم السيد أبو الحسن الأصفهاني على مدى سنوات طويلة وكان عدد المشاركين في تلك السنوات يتجاوز بضعة آلاف وكان ممن يؤيدها علماً أن الحوزة وعموم المؤمنين كانوا منقادين له إذ كانت تكفي منه كلمة واحدة ليلتزم بها الجميع ولم يظهر منه إلا الرضا والتشجيع“.[20]
- عبد الكريم الحائري (مؤسس حوزة قم). أجاب بأن التطبير يجوز ما لم يضر بالنفس.[21]
- محسن الحكيم.
- محمد كاظم الشيرازي. حيثُ أيّد فتوى النائيني وقال: ”ما أفتى به أعلى الله مقامه صحيح.“[22]
- عبد الأعلى السبزواري. حيث وجه له سؤال باللغة الفارسية مضمونه: ”ما هو حكم اللطم وضرب السلاسل والتطبير؟“ فأجاب ”في فرض السؤال، لو كانت مطابقة مع الموازين الشرعية فهي صحيحة ومأجورون والله العالم“.[23]
- محمد الحسيني الشيرازي.
- محمد الحسيني الروحاني. قال باستحباب التطبير، وقال بعدم استبعاد أن التطبير قد يكون واجباً كفائياً.[24]
- أبو القاسم الخوئي. حيث قال ”ما يعتبر مصداق للعزاء والندبة في إظهار المصاب فيهم لهو مندوب ومرغوب وفلا مانع عليه والله العالم“،[25] وقد أصدر العديد من مراجع الشيعة تأييداً لفتوى الخوئي في استحباب التطبير.(1)
- علي الغروي.
- جواد التبريزي.
- محمد سعيد الطباطبائي الحكيم.
- صادق الحسيني الروحاني. أفتى باستحباب، ووجّه في فتواه إلى عدم الاعتناء بالتشنيعات التي ترد على التطبير.[26]
- محمد علي الطباطبائي. تجاوز الحكم باستحباب التطبير إلى القول بوجوبه كفائياً.[27]
- تقي الطباطبائي القمي. أفتى بوجوب التطبير كفائيًا في تصريحٍ مُطوّل؛ نُقل ووُثِّقّ في بعض الكتب.(2)

#### الأحياء
- صادق الحسيني الشيرازي. ظهر منه التأييد الشديد للتطبير في فتاواه وكتبه،[28] وقال: ”التطبير شرف للمذهب وفخر“، كما هاجم المعادين للتطبير بقوله ”أعداء التطبير هم الظالمون“.[29]
- فتوى علي السيستاني المصورة باللغة الفارسية.

فتوى علي السيستاني المصورة باللغة الفارسية.

- نص ما كتبه محمد إسحاق الفياض عن رأي أبو القاسم الخوئي في التطبير.
- الوحيد الخراساني.

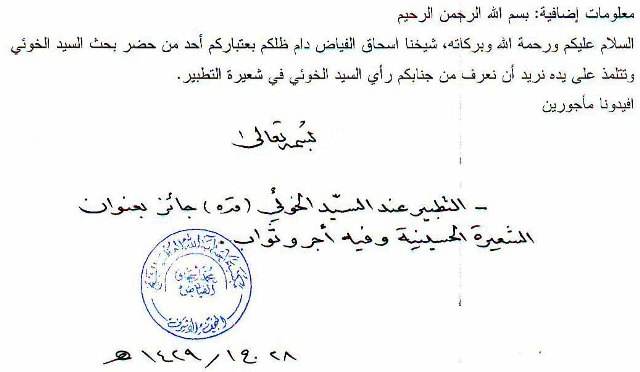
نص ما كتبه محمد إسحاق الفياض عن رأي أبو القاسم الخوئي في التطبير.

- محمد إسحاق الفياض: حيث أنّه كان ممن درسوا عند الخوئي فقد أيِّد فتواه في التطبير، وقال: ”التطبير عن السيّد الخوئي (قده)، جائز بعنوان الشعيرة الحسينية وفيه أجر وثواب“.[30] وقد أفتى هو نفسه بجواز التطبير واستحبابه، بشرط ألا يكون فيه ضرر معتد به.[31]
- شمس الدين الواعظي. حيث وجه إليه سؤال عن التطبير، وأجاب ”التطبير عندنا جائز وتفصيل المسألة في كتابنا الشعائر الحسينية“.[32]
- بشير حسين النجفي. أباح التطبير، وعدّه عملاً راجحاً إلا أنّه اشترط ثلاثة شروط.
- محمد جميل حمود العاملي. ألّف كتاباً بعنوان رد الهجوم عن شعائر الإمام الحسين المظلوم، ليبيّن فيه استدلالاته على استحباب التطبير، ويرد فيه على من يحرّم ذلك.

### معارضون
- محسن الأمين العاملي. وقد ذهب غالبية مؤيدي التطبير أنه من بدأ بالتشكيك في التطبير بتأليفه رسالة التنزيه في تنقية الشعائر الحسينية، وقد جوبهت رسالته برفض شديد من عدد من العديد من علماء الشيعة، فظهرت بعض المؤلفات التي ترد على رسالة التنزيه، كان منهم كالعراقي عبد الحسين الحلي بكتابه النقد النزيه لرسالة التنزيه.[33] وكتاب التطبير..حقيقة لا بدعة للباحث ناصر المنصور.[34] كما ألف مجموعة من رجال الدين كتاباً عنوانه فتاوى علماء الدين في الشعائر الحسينية.[35]
- محمد حسين فضل الله. أبدى انتقاده الواسع للتطبير واستعداده للوقوف تجاهه: ”نحن نشعر أن هذا يمثل مظهر تخلف في الوجه الشيعي الإسلامي، ونحن نشعر أن من واجبنا أن نفتي بذلك، ونحن نعرف أننا سنواجه عناصر التخلف والعواطف الثائرة، ونحن مستعدون لمواجهتها بكل قوة وصلابة“.[36] ومن المعروف عن فضل الله مخالفته للشيعة في أمور كثيرة كتشكيكه في حادثة كسر الضلع.
- روح الله الموسوي الخميني. اختلف فيما ينسب إليه، فالبعض يقول بأنه أفتى بحرمة التطبير، والبعض يقول بأنه أفتى باستحبابه، والبعض يقول أنّه منعه في ظروف معيّنة فقط ولم يفتي بحرمته وإنما اكتفى بالمنع منه،[37]
- علي الخامنئي. وينقل عبد العظيم المهتدي البحراني عن أسد قصير مدير قسم الاستفتائات العربية بمكتب المرجع علي خامنئي، أن الخامنئي حرمه بناءً على العنوان الثانوي وإلا فالفقهاء متفقون في جوازه بالعنوان الأولي.[38]
- محمد اليعقوبي. حيث أجاب على استفتاء منشور على موقعه بما يلي: ”التطبير وضرب الظهور بالآلات الحادة والمشي على الجمر ونحوها، فقد وجّهنا أتباعنا ومن يأخذ برأينا إلى تركه“.[39]
- ناصر مكارم الشيرازي. حيث أجاب على استفتاء يتعلق بذلك، وقال: ”يجب الاجتناب عما یضر بالبدن أو یوجب وهن المذهب“.[40]
- محمد باقر الصدر، حيث قال: "إن ما تراه من ضرب الأجسام، وإسالة الدماء، هو من فعل عوام الناس وجهالهم، ولا يفعل ذلك أي واحد من العلماء، بل هم دائبون على منعه وتحريمه[41]
- الآخوند الخراساني[42]
- هبة الله الشهرستاني[42]
- محسن الأمين[43]
- أبو الحسن الأصفهاني[44]
- محسن الحكيم[45]
- حسين البروجردي[46]
- مرتضى المطهري:[47] إن التطبير والطبل عادات ومراسم جاءتنا من أرثوذكس القفقاز - منطقة في أوروبا الشرقية - وسرت في مجتمعنا كالنار في الهشيم.[48]
- هاشم معروف الحسني.[49]
- محمد باقر الصدر: إن ما نراه من ضرب الأجسام وإسالة الدماء هو من فعل عوام الناس وجهالهم ولا يفعل ذلك أي واحد من العلماء بل هم دائبون على منعه وتحريمه.
- محسن الحكيم: التطبير هو غصة في حلقومنا.
- الوائلي: وصف المطبرين بالذين يتراقصون على جراحنا.

### بين هؤلاء وهؤلاء
- علي السيستاني. لم يُصدر أي فتوى في التطبير، ولم يذكر ذلك في رسالته العمليّة ولا في الاستفتاءات المنشورة على موقعه الرسمي، وعند الشيعة قاعدة فقهية تُعرف بقاعدة أصالة البراءة والتي يُرتّبون عليها حُليّة كل شيء ما لم يرد فيه التحريم. وهناك البعض ينسب له القول بالحرمة، والبعض ينسب له القول بالحليّة. ويقول منير الخباز - وهو أحد طلّاب السيستاني - بأن السيستاني ليس مع أو ضد التطبير، ولا يتدخل فيه سلباً أو إيجاباً،[50] مع العلم بأن السيستاني قال في إحدى فتاواه بالفارسية: ”فما يصدق عليه العزاء على حضرة أبي عبد الله الحسين مستحب وفيه الترغيب الأكيد“.[51] وقد كتب السيستاني في شهر مُحرّم 1434 هـ رسالةً إلى أتباعه في لندن؛ ألقاها نيابةً عنه وكيله وصهره مرتضى الكشميري في الحسينية البلاغية في لندن، وقد جاء فيها: ”لم يثبت لدينا أن في الشعائر الحسينية حرام وهؤلاء يحاولون يُثبطون من عزائم المؤمنين ويقولون هذا حرام وتلك حرام، فهؤلاء يحاربون الحُسين ويُحاربون الدين والمذهب فاحذروهم“.[52]

### مناقشة الأدلة
- الضرر: عندما كان التطبير يكون بإسالة الدماء فقد وقع الخلاف بين المؤيدين والمعارضين، حيث يعتقد المؤيدون أن التطبير وإن كان يسبب الضرر إلا أنه ليس حراماً. لإن كلمة الفقهاء قد اتفقت - حسب اعتقادهم - على حرمة أصناف ثلاثة من الضرر فقط وهي قتل النفس، قطع أعضاء البدن، وشلّ القوى والحواسّ كقوة الإنجاب والولادة، وحاسة السمع والبصر، ولا يعد التطبير ضمن ذلك. بينما يقول المعارضون أن التطبير يعد من إيذاء النفس المحرم، كما قال محسن الأمين العاملي‌: التطبير‌ وغيره مـن هـذه الأعمال المـتَّبعة فـي العـزاء الحسيني حرام، عقلاً وشـرعاً. وضرب الرأس إيذاء للنفس، وهو عمل لا ينفع في الدنيا ولا الآخرة. وإيذاء النفس حرام شرعاً. ولا شـكّ فـي أن هـذه الأعـمال مـن وسوسة الشيطان، ولا تـرضي الله ورسـوله وأهل البيت. وليس من شأن تغيير اسم هذه الأعمال‌ أن‌ يوجد‌ تغيُّراً في حكمها الشرعي، وهو‌ الحـرمة‌.[53]
- فعل الإمام: قـد عـُرف عن أهل البيت‌ أنهم‌ لا‌ يأمرون بمعروف حتى يبادروا إلى تطبيقه، فلِمَ لَمْ‌ َيقُمْ بـذلك ولو لمرة واحدة؟ وهو الداعـي إلى البـكاء عـلى الحسين، والباكي قبل غيره‌ عليه. كمـا أنـه دعا‌ إلى‌ زيارة قبره، فكان ملتزماً بها أكثر من غيره. وتأسيساً على هذا‌ نـجد بـعض الفقهاء المعاصرين يفتون بحرمة التطبير.[54] وفضلاً عن كون العرف لا يعدّ التطبير من مظاهر الحـزن والعـزاء فإنه لا وجود له في عصر الأئمـة ومـا بـعده. كما لم يرِدْ‌ في‌ إمـضائه أي دليل خـاصّ أو عامّ من المعصوم.[53] ولو كان التطبير مقبولاً وصحيحاً لكان الإمامان الحسن والحسين أحق الناس بالتطبير بعد أن ضُرب علي على رأسه في محراب صلاته، ولكنهما لم يفعلا وكذلك حال الإمامين السجاد والباقر وهما ممن شهد كربلاء بفجائعها.[55]
- رواية ضرب زينب بنت علي رأسها: انقسمت الآراء حول هذه الرواية فمؤيدوا التطبير يعدونها دليلاً شرعياً يجيز التطبير، بينما لا يعتبرونها بعض المعارضين حجة شرعية لأسباب: إن السيدة زينب، وتحت وطأة تـلك المـأساة، رأت‌ رأس‌ أخيها لأول مرة على السنان، فضربت رأسها بالمحمل. وهذا ما يفصح عن عمق تأثُّرها بالمنظر وشجونها. ولا ينمُّ بالضرورة عن قصدها شجّ الرأس. وحتى لو كان ذلك عن قصد فلن‌ يكون‌ دليلاً على الجـواز فـي الظروف الاعتيادية، بل هو مختصٌّ بمثل تلك الحالة ومجرياتها. ومما يؤيِّد هذا الكلام أنه لم ينقل عن السيدة زينب، ولا غيرها من نساء كربلاء، تكرارهنّ‌ هذا‌ العـمل فـي ذكرى عاشوراء السنوية لاحقاً، ومن الغريب أن يستدل هؤلاء بتصرُّفات النساء الثكالى على الجواز، ولم يلتفتوا إلى أداء‌ علي‌ بن الحسين المتواجد في أحداث‌ عاشوراء‌ لحظة‌ بـلحظة، فـلم ينقل عنه شيءٌ مـن هـذا القبيل إطلاقاً، في حين أن هناك العديد من الروايات في بكائه وإقامة العزاء، فكان‌ أحياناً‌ يقصد‌ الصحراء، فيضع رأسه على الصخر، ويبكي لساعات، حتى‌ يبلّ‌ الصخر بدموع عينيه، لكن لم يُرْوَ عنه اللطم، أو ضرب الرأس.[56]

من جهة أخرى يحكم بعض المعارضين للتطبير بعدم اعتبار هذه الرواية، لأسباب:
- الرواية ضعيفة السند بل نقلها أموي حاقد يدعى مسلم الجصاص (تبعاً لعمله في الجص في قصر ابن زياد)، ليبين ويدعي أنهم استطاعوا إذلال زينب ولهذا لا يصح الاستناد إلى هذه الرواية في مقام الإثبات. وعلى فرض أنها صحيحة فزينب لم تفعل ذلك «عمداً» بل «عفوياً» ولهول ما رأت فقط! ناهيك عما نقله الشيخ المفيد عن قول الحسين لأخته زينب بأن «لا تشقّي علَيَّ جيباً، ولا تخمشي عليَّ وجهاً، ولا تدعي علَيَّ بالويل والثبور إذا أنا هلكت»
- أنها تناقض وصية الحسين لأخته بالتزام الصبر، حيث قال لها: ”أخية، إني أقسم عليك فأبري قسمي لا تشقي علي جيبا، ولا تخمشي على وجها، ولا تدعي علي بالويل والثبور إذا أنا هلكت“. غير أن المؤيدين للتطبير يقولون بأن النهي عن الجزع في الرواية إنما هو ظرفي مؤقت لمكان قوله الحسين: ”إذا أنا هلكت“، لا أنه دائم مستمر.
- أنها مرسلة، ويُرد على ذلك بأن المجلسي قد حكم عليها بالاعتبار، كما حكم عليها شيخ الشريعة الأصفهاني بالصحة.

- وهن المذهب والتاثير السلبي: التطبير بدأ ومنذ سنين يؤثر بشكل خطير سلبياً في صورة وسمعة المذهب السمح الذي أصبح مقروناً بالدم والطقوس الغريبة، وما عليك إلا أن تكتب شيعة على غوغل (Google) لتظهر الدماء في كل الصور.[58]
- التبرع بالدم: ابتكر المعارضون للتطبير بديلاً للتطبير وهو التبرع بالدم في يوم عاشوراء. وقد عارضها العديد من المؤيدين للتطبير ولكنهم لا يعتبرونها حراماً، لكنهم يرفضون كونها من الشعائر الحسينية. وكانت مجلة المنبر تنتقد التبرع بالدم في يوم عاشوراء انتقاداً شديداً، وقد شمل هذا النقد محمد حسين فضل الله، وعلي خامنئي.[59] وقال صادق الروحاني: ”التبرع بالدم لمن يحتاج إليه من الأعمال الحسنة سيما إذا صار سببا لحياة إنسان وعدم هلاكه، ولكنه ليس من الشعائر الحسينية والإدماء الذي هو من الشعائر الحسينية هو التطبير وهذه الشائعة إنما هي للمنع عن الشعائر الحسينية“.[60]
- الحجامة: يعتقد مؤيدي التطبير أنه يكون كموضع الحجامة على الرأس. واستدلوا على أن النبي محمد قد شق رأسه، وقد وردت أكثر من خمس روايات في صحيح البخاري تؤيد ذلك.[61] فيصح بذلك التطبير بقصد الحجامة.
- الأنبياء السابقون: كما يُستدل على جواز التطبير، برواية تفيد أن النبي إبراهيم قد ساله دمه موافقة لدم الحسين. روى هذه الرواية محمد باقر المجلسي في كتابه بحار الأنوار[62]، ونص الرواية هو: ”إن إبراهيم مرّ في أرض كربلاء وهو راكب فرسا فعثرت به وسقط إبراهيم وشُجَّ رأسه وسال دمه! فأخذ في الاستغفار وقال: إلهي أي شيء حدث مني؟ فنزل إليه جبرئيل وقال: يا إبراهيم ما حدث منك ذنب، ولكن هنا يُقتل سبط خاتم الأنبياء، وابن خاتم الأوصياء، فسال دمك موافقة لدمه“.
- تطبير جيش صعصعة بن صوحان: تروى رواية عن صعصعة بن صوحان العبدي، وهو أحد أصحاب علي بن أبي طالب (إمام الشيعة)، مضمونها أن صعصعة كون جيشاً من البحرين متوجهاً لكربلاء لنصرة الحسين، وعندما وصلوا لكربلاء كانت المعركة قد انتهت، فأخرج جنود الجيش سيوفهم وأدموا رؤوسهم.(3)
- استفتاء من المهدي: من الأدلة التي استدل بها على جواز التطبير هو ما روي عن المرجع زين العابدين النجفي حيث ينقل بعض الشيعة أنه التقى بالإمام الثاني عشر عندهم (المهدي عند الشيعة)، وسأله عن حكم التطبير فأجازه له، وقد ذكر هذه القصة حفيده في كتاب «بيان الأئمة».[63] وجديرٌ بالذكر أن هذا الكتاب تعرض لمناقشات وانتقادات من عدد من علماء الشيعة.(4)

## التطبير والأديان الأخرى
- انتقدت الإعلامية البحرينية لميس ضيف التطبير بشدة في مقالاتها. كما أجرت حواراً مع أحد العلماء المؤيديون للتطبير وهو عبد العظيم المهتدي البحراني وقد نشر هذا الحوار في صحيفة الأيام البحرينية.
- أجرت مجلة المنبر التي كانت تصدر في الكويت عن هيئة خدام المهدي لقاءً مع اللبناني المسيحي الماروني بولس الحلو وهو أستاذ جامعي في جامعة القديس يوسف ومن المتخصصين في دراسة المجتمعات الإنسانية وتقاليدها، فحينما سُئل الدكتور بولس الحلو عن التطبير، وما هو تقييمه له كشعيرة أجاب: ”التطبير هو نموذج من نماذج استشعار الألم وإيذاء الجسد للوصول إلى حالة الاستذكار الكامل - كما أوضحت - والتطبير من وجهة نظري هو الشعيرة الأكثر تحريكا للمشاعر والأحاسيس“..[64]

## التطبير في البلدان

### إيران
ظهر التطبير في إيران منذ عهد الدولة الصفوية ويعتقد علي شريعتي أن هذه الطقوس قد أخذت من طقوس المسيحيین في ذكرى استشهاد المسيح ففي كتابه التشيع العلوي والتشيع الصفوي يقول: «ذهب وزير الشعائر الحسينية إلى أوروبا الشرقية وكانت تربطها بالدولة الصفوية روابط حميمة يكتنفها الغموض، وأجرى هناك تحقيقات ودراسات واسعة حول المراسيم الدينية، والطقوس المذهبية، والمحافل الاجتماعية المسيحية، وأساليب إحياء ذكرى شهداء المسيحية، والوسائل المتبعة في ذلك، واقتبس تلك المراسيم والطقوس وجاء بها إلى إيران.
وبعد الثورة الإيرانية منع التطبير في جميع أرجاع إيران طبق مادة 638 من القانون الجنائي الإسلامي ويعتبر مرتكبيه مخالفين للقانون ويجازون قضائيا بالحبس والجلد
ومنع روح الله الخميني من التطبير مؤقتًا إلى أن حرمه تمامًا
كما حرم المرجع الديني الأعلى في إيران علي الخامنئي التطبير علنا وخفية.

### السعودية
ممارسة التطبير عند شيعة السعودية محدودة جدًّا وليست من التقاليد المجتمعية. في حين شهدت بعض المناطق حالات تطبير في القرن الحادي والعشرين، لكنه شهد انتقادًا من قِبل كثير من مشايخ الشيعة بالسعودية، حيث دعى عديدٌ منهم إلى تجنب ممارسته وأنه «يشوه الوجه المشرق للشعائر الحسينية»، وقد منعت رسميًّا الجهات المعنية التطبير وضرب السلاسل والممارسات المشابهة بدءًا من عاشوراء 1442هـ الموافق 2020م.